# Trivial Pursuit
Trivial pursuit（トリビアル・パスート）はボードゲームの一種。
プレイヤーの一般的知識や文化についてのクイズに答える能力によって勝敗が決まるボードゲームである。

## 歴史
1979年に、Canadian Press(en)のスポーツ編集者であった Scott Abbott(en)と、Montreal Gazette の写真編集者である Chris Haney(en)によって作られた。スクラブルに足りない部分があると感じた彼らは、彼ら自身で新しいゲームを作り直すことにした。John Haney と Ed Wernerの助けを得て、1982年、彼らはこのゲームの開発を完了した。
北米では、このゲームは1984年にブームの頂点を迎えて、年間2000万個以上の販売を記録した。1988年、このゲームの権利はパーカー・ブラザーズ（現在のハズブロ）にライセンスされた。2004年までに、26の国と17の言語で、8800万個ほどを売り上げている。

## クイズセット
多数のクイズのセットがこのゲームのために作られた。クイズカードは複数のテーマに分類されている。例えば、一般クイズセット、科学と自然クイズセットなど。あるクイズセットは子供のプレイヤーのために作られたり、特定の時代について作られたり、販売促進用に作られたりする（スターフォース、サタデー・ナイト・ライブ、ロード・オブ・ザ・リングなど）。